# Terracap
A Agência de Desenvolvimento do Distrito Federal (Terracap) é uma empresa pública do Distrito Fedral, que tem como missão assegurar a gestão das terras públicas de forma sustentável, com responsabilidade social, ambiental e econômica, fomentando negócios e ofertando empreendimentos imobiliários no DF, a fim de contribuir para a melhoria da qualidade de vida da sociedade.

## Histórico[1]
Na criação de Brasília, a Terracap era um departamento imobiliário da Companhia Urbanizadora da Nova Capital do Brasil (Novacap) e, com a consolidação do Distrito Federal, houve a necessidade de desmembramento das atividades imobiliárias. Criada inicialmente como Companhia Imobiliária de Brasília, a empresa começou a operar em 12 de dezembro de 1972 (Lei nº 5.861/1972), realizando a partir dali a administração das terras no DF, cuidando da venda de lotes públicos e da regularização de terrenos. E, desde o início, auxiliando a combater o antigo problema da grilagem e do mau uso de terras na capital.
Com o passar dos anos sua missão se ampliou e, em 1997, a empresa passou a exercer a função de agência de desenvolvimento (Decreto nº 18.061/1997), propondo, operacionalizando e implementando programas e projetos de fomento e apoio ao desenvolvimento econômico e social do DF. Em 2011, o objeto social da empresa foi formalmente alterado, consolidando seu papel de Agência de Desenvolvimento do Distrito Federal. Hoje, a empresa é referência em desenvolvimento, fomento e promoção de imóveis no DF. O investimento em obras de infraestruturas, parques, escolas, praças, viadutos e vias melhora a vida da população e o dia a dia de todos. O que a Terracap aufere com a venda de lotes e revertido à população com obras por todo o DF.

## Estrutura
A empresa é gerida por um Conselho de Administração e uma Diretoria Colegiada composta por uma presidência e seis diretorias, que dividem as competências executadas pela Agência. Possui ainda uma Assembleia Geral, um Conselho Fiscal, uma Controladoria Interna, uma Auditoria Interna e uma Corregedoria Interna.
As atribuições de cada um destes órgãos são detalhadas no Estatuto Social e no Regimento Interno da empresa, podendo ser resumidas:
- Assembleia Geral -  Integrada     pelos acionistas da empresa (Distrito Federal e União), é o órgão     colegiado de deliberação quanto aos assuntos relativos às finalidades e     aos objetivos empresariais e tem suas atribuições definidas no Estatuto     Social.
- Conselho de Administração - Órgão     máximo de deliberação colegiada, é responsável pela orientação estratégica     e pelo monitoramento e avaliação geral da gestão e é regido por Estatuto     Social e Regimento Interno próprios.
- Conselho Fiscal - Tem suas atribuições     previstas no Estatuto Social, no Decreto nº 11.531/1989 e na Lei nº 6.404/1976,     alterada pelas Leis nº 11.638/2007 e nº 11.941/2009. As atribuições e     poderes conferidos ao Conselho Fiscal não podem ser outorgados a nenhum     outro órgão da empresa.
- Diretoria Colegiada - Órgão executivo     de gestão que define as diretrizes estratégicas e de alinhamento     organizacional, avalia sua execução e promove o redirecionamento das     iniciativas, obedecidas as diretrizes aprovadas pelo Conselho de     Administração.
- Controladoria Interna – Possui a     competência de coordenar as providências administrativas necessárias ao     atendimento das demandas relacionadas aos órgãos de controle, podendo     recomendar apuração de responsabilidade junto a todas as áreas da     Companhia que não atenderem suas demandas no tempo requerido, sem     justificativas fundamentadas.
- Auditoria Interna – Possui a competência de     conduzir as auditorias internas, observando as diretrizes traçadas pelos     órgãos superiores com base na legislação vigente, e assessorar a     Presidência e a Direção da Companhia, bem como a Assembleia Geral e os     Conselhos Fiscal e de Administração em questões pertinentes a sua área de     atuação.
- Corregedoria – Unidade orgânica diretamente     subordinada ao Conselho de Administração, à qual compete instaurar e     conduzir investigações preliminares, inspeções, sindicâncias, processos     administrativos disciplinares e demais procedimentos de correição no     âmbito da empresa.
- Diretoria de Administração e Finanças – Unidade     orgânica de direção superior, à qual compete estabelecer diretrizes para     administração, execução e acompanhamento dos processos de gestão     financeira e execução orçamentária; de gestão contábil; de gestão     tributária; de gestão administrativa, documental, de patrimônio e de     materiais; de gestão de recebíveis; de gestão de compras, contratos e     convênios; de gestão de pessoas e de segurança e medicina do trabalho; e     de gestão da tecnologia da informação.
- Diretoria de Comercialização – Unidade de     direção superior, à qual compete estabelecer diretrizes para a gestão de     contratos de concessão de direito de uso e de vendas sob condição de     acordo com as estratégias da empresa; formular estratégias de alienação;     planejar, coordenar e controlar a gestão das informações relacionadas ao     patrimônio fundiário da empresa; elaborar perícias técnicas, laudos de     exame e outros necessários ao atendimento de demandas judiciais ou     administrativas relativas a avaliação de imóveis, enquadramento de ‘usos’     de imóveis conforme legislação vigente – LUOS, análises fundiárias e     demarcações de imóveis urbanos ou rurais; coordenar estudos e projetos     urbanísticos tendentes a regularização fundiária e urbanística de     assentamentos urbanos, situadas em áreas de propriedade ou de interesse da     Terracap; e realizar, em parceria com outras Diretorias, o acertamento     fundiário e registral dos imóveis de propriedade da Terracap.
- Diretoria Técnica – Unidade orgânica de     direção superior, à qual compete a execução dos projetos de criação de     novos empreendimentos imobiliários, a alteração dos projetos aprovados e a     elaboração dos projetos de parcelamentos urbanos da Terracap, além da     elaboração de estudos relacionados às licenças ambientais referentes aos     parcelamentos e à implantação de infraestrutura em empreendimentos     imobiliários da empresa.
- Diretoria de Regularização Social e     Desenvolvimento Econômico – Unidade orgânica de direção superior, à qual     compete planejar, coordenar e controlar a execução das atividades     destinadas a atender à política habitacional em área de interesse social,     à de regularização fundiária social empreendidas pelo Governo do Distrito     Federal e o desenvolvimento econômico do Distrito Federal e região     metropolitana.
- Diretoria Jurídica – Unidade orgânica de     direção superior, com competência de dar suporte jurídico à empresa,     devendo planejar, coordenar e controlar a execução das competências da     Coordenação Jurídica, do Centro de Estudos e Suporte Técnico ao Jurídico e     da Secretaria de Apoio ao Contencioso.
- Diretoria de Novos Negócios – Unidade     orgânica de direção superior, à qual compete planejar, coordenar e     controlar o desenvolvimento das atividades de prospecção de     potencialidades de mercado para novos empreendimentos.

O corpo diretor da empresa é composto, hoje, pelo Presidente Izidio Santos Junior e pelos Diretores Fenando de Assis Bontempo (Diretor Jurídico), Kaline Gonzaga Costa (Diretora de Novos Negócios), Hamilton Lourenço Filho (Diretor Técnico), Edward Johnson Gonçalves de Abrantes (Diretor de Administração e Finanças), Leonardo Mundim (Diretor de Regularização Social e Desenvolvimento Econômico) e Júlio César de Azevedo Reis (Diretor de Comercialização).
Atualmente, a empresa possui também uma subsidiária, a Biotic S.A., criada para viabilizar a implantação, gestão, controle e estruturação do Parque Tecnológico de Brasília – Biotic.

## Atuação[2]
A importância da Terracap na economia local pode ser avaliada pelos empreendimentos da empresa, os quais têm efeito multiplicador no desenvolvimento econômico e social do Distrito Federal. Entre esses, destacam-se:
- Geração de emprego, renda e moradia – muitos     imóveis da Terracap são vendidos a empreendedores que, por sua vez,     constroem prédios de apartamentos. Assim, um único terreno da Terracap     pode gerar oferta de empregos, proporcionar giro de capital no nicho da     construção civil e ainda reduzir o déficit habitacional para diversas     faixas de renda.
- Incentivo à atividade produtiva – a Terracap     vende lotes a preços subsidiados para atender empresas inscritas no     Programa de Desenvolvimento Econômico do Distrito Federal (Pró-DF).
- Função social da terra – a Terracap cede ao     GDF áreas para implantação de programas sociais de habitação destinados à     população de baixa renda.
- Responsabilidade ambiental – a Terracap     destina áreas para criação de parques ecológicos, contribuindo para     recuperar áreas degradadas e preservar o ecossistema do cerrado.
- Financiamento de grandes obras – a Terracap     repassa ao GDF os recursos financeiros que arrecada com a venda de lotes.     Esses recursos são aplicados em diversas obras de infraestrutura,     inclusive em grandes projetos que contemplam todo o DF como: Ponte JK,     Metrô, Feira da Torre, Nova Rodoviária, Torre de TV Digital, Centro de     Convenções Ulysses Guimarães, obras de infraestrutura entre o balão do     Torto e o do Colorado (em andamento), entre outros.
- Apoio à construção de escolas públicas – a     Terracap repassa ao GDF os recursos financeiros necessários para a     construção de escolas públicas nas diversas regiões administrativas do     Distrito Federal.
- Estruturação de parcerias com a iniciativa     privada para a gestão mais eficiente de equipamentos públicos, como o     ArenaPlex, Parque de Exposição da Granja do Torto, e Parque Tecnológico     (Biotic). Atualmente, todos esses projetos estão em andamento.

Além disso, em 2018, um acordo judicial celebrado entre a Terracap, o Ibram, a Funai, o Ministério Público Federal e demais órgãos do GDF, viabilizou a solução de um impasse com relação a terras disputadas com comunidades indígenas. O acordo delimitou a área destinada à permanência da comunidade indígena Fulni-ô Tapuya nas imediações do Setor Habitacional Noroeste (32 hectares ao todo, localizados na Arie Cruls). Para preservar o Santuário dos Pajés, foi definido um novo traçado para a via W9, principal avenida da região. Já as famílias pertencentes às comunidades indígenas Kariri-Xocó e Tuxá, também residentes no Setor Habitacional Noroeste, receberam, em 2020, as chaves das casas provisórias construídas pela Terracap também na Arie Cruls. Na área de 14 hectares será construída, em definitivo, a Reserva Indígena Kariri-Xocó e Tuxá do Bananal-DF.
A Terracap deverá implementar a infraestrutura da área, que inclui o sistema de abastecimento de água, esgoto e energia. Ainda serão construídas, em 2021, unidades habitacionais uma estrutura de guarita, um centro cultural, ocas pequenas, um terreiro, além de uma casa de produção de farinha para apoiar a sustentabilidade da aldeia. Todo o perímetro da reserva foi cercado pela Agência.